# 1647
| [ Edytuj tabelę ]              | |
| Król Polski                    | - 1632 Władysław IV Waza 1648 |
| Współksiążęta Andory           | - 1634 Pau Duran 1651 - 1643 Ludwik XIV 1715 |
| Król Anglii i Szkocji          | - 1625 Karol I 1649 |
| Elektor Bawarii                | - 1623 Maksymilian I Bawarski 1651 |
| Elektor Brandenburgii          | - 1640 Fryderyk Wilhelm 1688 |
| Sułtan Brunei                  | - 1619 Abdul Jailul Akhbar 1649 - 1625 Muhammad Ali 1660                                                                                        |
| Cesarz Chin                    | - 1644 Shunzhi 1661 |
| Król Czech                     | - 1637 Ferdynand III Habsburg 1657 |
| Król Danii                     | - 1588 Chrystian IV 1648 |
| Dalajlama                      | - 1617 Lobsang Gjaco 1682 |
| Cesarz Etiopii                 | - 1632 Fasiledes 1667 |
| Król Francji                   | - 1643 Ludwik XIV 1715 |
| Król Hiszpanii                 | - 1621 Filip IV 1665 |
| Landgraf Hesji-Kassel          | - 1637 Wilhelm VI Sprawiedliwy 1663 |
| Stadhouder Holandii            | - 1625 Fryderyk Henryk Orański 1647 - 1647 Wilhelm II Orański 1650                                                                              |
| Szach Iranu                    | - 1642 Abbas II 1666 |
| Państwo Wielkich Mogołów       | - 1627 Szahdżahan 1658 |
| Król Irlandii                  | - 1625 Karol I Stuart 1649 |
| Cesarz Japonii                 | - 1643 Go-Kōmyō 1654 |
| Kalif                          | - 1640 Ibrahim I 1648 |
| Patriarcha Konstantynopola     | - 1646 Joannik II 1648 |
| Władca Korei                   | - 1623 Injo 1649 |
| Książę Kurlandii i Semigalii   | - 1642 Jakub Kettler 1682 |
| Książę Liechtensteinu          | - 1627 Karol Euzebiusz 1684 |
| Książę Monako                  | - 1612 Honoriusz II 1662 |
| Król Nawarry                   | - 1643 Ludwik XIV 1710 |
| Król Norwegii                  | - 1588 Chrystian IV 1648 |
| Sułtan Omanu                   | - 1624 Nasir ibn Murszid 1649 |
| Elektor Palatynatu             | - 1623 Maksymilian I Bawarski 1648 |
| Papież                         | - 1644 Innocenty X 1655 |
| Książę Parmy i Piacenzy        | - 1646 Ranuccio II 1694 |
| Król Portugalii                | - 1640 Jan IV 1656 |
| Książę w Prusach               | - 1640 Fryderyk Wilhelm Wielki Elektor 1688 |
| Car Rosji                      | - 1645 Aleksy I 1676 |
| Cesarz Rzymski (niemiecki)     | - 1637 Ferdynand III Habsburg 1657 |
| Kapitanowie Regenci San Marino | - 1646 Claudio Belluzzi Paolo Antonio Onofri 1647 - 1647 Carlo Tosini Pier Marino Cionini 1647 - 1647 Bartolomeo Belluzzi Marino Gabrielli 1648 |
| Elektor Saksonii               | - 1611 Jan Jerzy I Wettyn 1656 |
| Król Szwecji                   | - 1632 Krystyna Waza 1654 |
| Król Tajlandii                 | - 1630 Prasat Thong 1655 |
| Sułtan Turków                  | - 1640 Ibrahim I 1648 |
| Doża Wenecji                   | - 1646 Francesco Molino 1655 |
| Król Węgier                    | - 1637 Ferdynand IV 1654 |
| Książęta Wirtembergii          | - 1628 Eberhard III 1674 |

Rok 1647 / MDCXLVII
stulecia: XVI wiek ~
XVII wiek ~
XVIII wiek

lata: 1637 «
1642 «
1643 «
1644 «
1645 «
1646 «
1647
» 1648
» 1649
» 1650
» 1651
» 1652
» 1657

## Wydarzenia w Polsce
- 2 maja-27 maja – w Warszawie obradował sejm nadzwyczajny[1].

- Ukazał się pierwszy drukowany przewodnik po Krakowie.
- Ukazał się pierwszy podręcznik muzyczny w języku polskim Tabulatura muzyki abo Zaprawa muzykalna według której każdy, gdy tylko a b c znać będzie, może się bardzo prędko nauczyć śpiewać i na wszelakich instrumentach, to jest: na skrzypcach, klawikordzie i inszej muzyce z not grać. Jego autorem jest J.A. Gorczyn, pierwszy polski dziennikarz, wydawca „Merkuriusza Polskiego”.
- Wyrugowanie Samuela Łaszcza przez Jeremiego Wiśniowieckiego.

## Wydarzenia na świecie
- 14 marca:
  - po śmierci swego ojca Fryderyka Henryka stadhouderem Republiki Zjednoczonych Prowincji został Wilhelm II Orański.
  - wojna trzydziestoletnia: w Ulm zawarto rozejm pomiędzy Francją i Szwecją a Bawarią, co wykluczyło ją z konfliktu.
- 11 maja – do Nowego Amsterdamu (obecnie Nowy Jork) przybył Peter Stuyvesant, nowo mianowany dyrektor generalny Nowej Holandii, który zastąpił odwołanego za brutalne rządy Willema Kiefta.
- 13 maja – trzęsienie ziemi zniszczyło Santiago w Chile, zabijając 12 tys. osób.
- Sierpień – w bitwie pod Dungans Hill wojska konfederatów irlandzkich zostały pokonane przez armię Parlamentu Anglii.
- Przewrót w Paryżu, do którego pretekstem była opera. Bardzo drogie wystawienie opery Orfeo L. Rossiego (2 III), skomponowanej na zamówienie kardynała Mazarina, opłacono ze specjalnego podatku nałożonego na ludność. Sprowokowało to opozycję do ataku na pro-włoskie stronnictwo Mazarina i wywołało przewrót, w wyniku którego dwór oraz włoscy muzycy musieli ratować się ucieczką (tzw. fronda).

## Urodzili się
- 7 stycznia – Wilhelm Ludwik, książę Wirtembergii (zm. 1677)
- 20 stycznia - Hieronim Augustyn Lubomirski, polski magnat, hetman wielki koronny, hetman polny koronny, wojewoda krakowski, podskarbi wielki koronny, marszałek nadworny koronny (zm. 1706)
- 1 marca – Jan de Brito, portugalski jezuita, misjonarz w Indiach, męczennik, święty katolicki (zm. 1693)
- 1 kwietnia – John Wilmot, 2. hrabia Rochester, angielski arystokrata, awanturnik i poeta (zm. 1680)
- 2 kwietnia – Maria Sibylla Merian, niemiecka przyrodniczka, pionierka entomologii (zm. 1717)
- 20 czerwca – Jan Jerzy III Wettyn, książę elektor Saksonii (zm. 1691)
- 2 lipca – Daniel Finch, angielski polityk (zm. 1730)
- 8 lipca - Frances Teresa Stewart, angielska arystokratka (zm. 1702)
- 22 lipca – Małgorzata Maria Alacoque, francuska wizytka, mistyczka, święta katolicka (zm. 1690)
- 22 sierpnia – Denis Papin, francuski uczony i wynalazca (zm. 1712)
- 1 września – Anna Zofia Oldenburg – córka króla Danii Fryderyka III, żona elektora Saksonii Jana Jerzego III (zm. 1717)
- 16 września - Benoîte Rencurel, francuska tercjarka dominikańska, mistyczka, Służebnica Boża (zm. 1718)
- 18 listopada – Pierre Bayle, francuski filozof, historyk (zm. 1706)
- 7 grudnia – Giovanni Ceva, włoski matematyk, jezuita (zm. 1734)

## Zmarli
- 17 lutego – Johann Heermann, śląski poeta i pisarz, pastor ewangelicki, krzewiciel reformacji na Śląsku i w Wielkopolsce (ur. 1585)
- 14 marca – Fryderyk Henryk Orański, książę Oranii-Nassau (ur. 1584)
- 21 maja – Pieter Corneliszoon Hooft, holenderski poeta, dramaturg i historyk (ur. 1581)
- 9 sierpnia – Zygmunt Kazimierz Waza, syn Władysława IV Wazy (ur. 1640)
- 27 sierpnia – Pietro Novelli, włoski malarz okresu baroku (ur. 1603)
- 8 października – Christian Longomontanus, duński astronom, astrolog (ur. 1562)
- 17 października – Piotr Casani, włoski pijar, błogosławiony katolicki (ur. 1572)
- 25 października – Evangelista Torricelli, włoski fizyk i matematyk (ur. 1608)
- 30 listopada – Bonaventura Cavalieri, włoski matematyk i astronom (ur. 1598)
- data dzienna nieznana: 
  - Jan Stanisław Jabłonowski (marszałek sejmu), miecznik wielki koronny (ur. 1600)
  - Grigore Ureche, kronikarz mołdawski i zarządca Dolnej Mołdawii (ur. 1590)

## Święta ruchome
- Tłusty czwartek: 28 lutego
- Ostatki: 5 marca
- Popielec: 6 marca
- Niedziela Palmowa: 14 kwietnia
- Wielki Czwartek: 18 kwietnia
- Wielki Piątek: 19 kwietnia
- Wielka Sobota: 20 kwietnia
- Wielkanoc: 21 kwietnia
- Poniedziałek Wielkanocny: 22 kwietnia
- Wniebowstąpienie Pańskie: 30 maja
- Zesłanie Ducha Świętego: 9 czerwca
- Boże Ciało: 20 czerwca